# فرودگاه لولند فالستر
فرودگاه لولند فالستر (به انگلیسی: Lolland Falster Airport) یک فرودگاه با کد یاتا MRW است . این فرودگاه در کشور دانمارک قرار دارد .